# Louis Guisan

Louis Guisan (1971)

Louis Guisan (* 12. Juni 1911 in Lausanne; † 13. Juli 1998 ebenda; heimatberechtigt in Avenches) war ein Schweizer Politiker (LPS).

## Biografie
Nach dem Besuch der Schulen und dem Studium der Rechtswissenschaften an der Universität Lausanne studierte Guisan weiter an den Universitäten von Berlin, Kiel und Rom. 1936 wurde er promoviert. In seiner Studienzeit wurde er Mitglied im Schweizerischen Zofingerverein. Ab 1938 arbeitete er als Anwalt zuerst in Yverdon-les-Bains und ab 1951 in Lausanne.
1941 wurde er in den Gemeinderat von Yverdon gewählt, er hatte dieses Amt bis 1952 inne. Von 1954 bis 1966 war er Staatsrat des Kantons Waadt, wo er dem Departement Militär und Versicherungswesen und später dem Departement Justiz und Polizei vorstand. Ihm gelang 1955 die Wahl in den Nationalrat, 1963 wechselte er in den Ständerat. Dort war er Mitglied der parlamentarischen Versammlung des Europarats und Vorstandsmitglied des Schweizerischen Juristenvereins. Er präsidierte von 1972 bis 1976 die LPS Schweiz und schied während dieses Amts aus dem Ständerat aus (1975). Von 1967 bis 1978 war er Präsident der Auslandschweizer-Organisation.
Guisan war die Leitfigur des Westschweizer Liberalismus und verlieh diesem neuen Schwung und reformierte ihn im Kanton Waadt. Er verteidigte erfolgreich die Übernahme der liberaldemokratischen Gazette de Lausanne durch rechtsextreme Kreise.
In der Schweizer Armee war er Oberstleutnant im Generalstab.
Guisan war mit der Schriftstellerin Hélène Guisan-Démétriadès verheiratet.

## Werke (Auswahl)
- La force d’une conviction simple. Slatkine, Genf 2001, ISBN 2-05-101866-9.